# .25 ACP

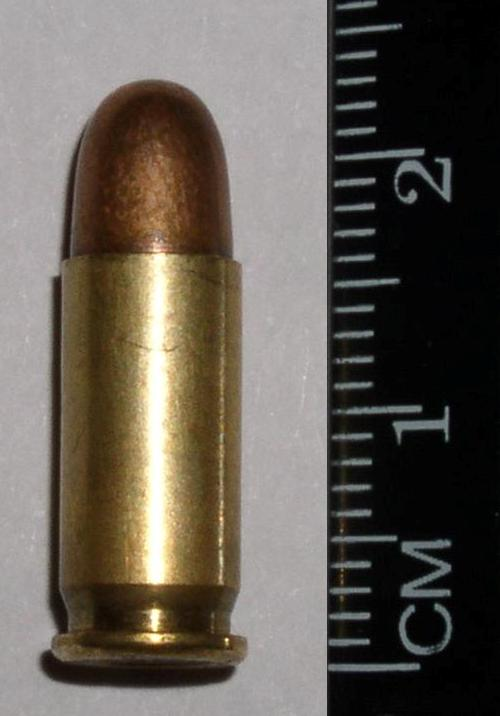
스케일이 있는 .25 ACP 탄약통

.25 ACP (콜트 자동권총탄), 또한 .25 Auto, .25 Automatic, 또는 6.35×16mmSR로도 알려져 있으며, 1905년 존 브라우닝이 파브리크 나시오날 M1905 피스톨과 함께 도입한 탄약으로, 세미림드, 직선형 탄피의 중앙 격발식 피스톨 탄약이다.

## 디자인 및 역사
.25 ACP는 존 브라우닝이 중앙 격발식 뇌관을 유지하면서도 가장 작게 만들 수 있는 구경으로 설계되었다. 중앙 격발식 뇌관은 림파이어 뇌관보다 자기 방어에 더 신뢰성이 높았기 때문이다. 따라서 .25 ACP는 매우 작고 가벼운 총, 주로 반자동 포켓 피스톨을 만들 수 있게 한다. .25 ACP는 도입 이후 엄청난 인기를 얻었으며, 수백만 개의 .25 "마우스 건" 포켓 피스톨이 시장에 출시되었다.
1968년 총기 규제법 이후, 대부분의 외국산 .25 피스톨은 너무 작아 수입할 수 없게 되었다. 그러나 일부 국내 제조업체들은 이 구경의 총기를 계속 생산했다. 지난 10년이 넘는 기간 동안 새로운 .25 ACP 포켓 피스톨은 개발되지 않았으며, 가까운 시일 내에 바뀔 가능성은 낮다. 오늘날 미국에서 가장 흔한 포켓 피스톨은 .22 LR, .380 ACP 또는 9x19mm이다.
이 탄약은 세미림드 디자인으로, 탄피의 가장자리가 탄피 바닥 지름보다 약간 돌출되어 있어 탄약이 가장자리에 헤드스페이스될 수 있다. 이 세미림드 디자인 덕분에 리볼버에서도 사용할 수 있다. 드물지만, .25 ACP 리볼버는 20세기 초 아돌프 프랭크(Adolph Frank)와 데커(Decker)와 같은 벨기에, 프랑스, 독일 총기 제작사에서 생산되었다. 20세기 후반, 보웬 클래식 암즈는 .25 ACP용 맞춤형 스미스 & 웨슨 리볼버를 생산했다.

## 성능
건 다이제스트 잡지를 포함한 일부 사람들은 .25 ACP가 (100년 이상 되었음에도 불구하고) 작은 크기, 낮은 반동, 중앙 격발 뇌관, 효과적인 관통력, 그리고 신뢰성이 입증된 실적 덕분에 현대적인 서브컴팩트 권총 및 탄약에 비해 개인 방어용 권총으로 여전히 유효한 선택이라고 본다. 대부분의 .25구경 자동 권총의 섬세한 특성 때문에, 상업용 .25 ACP 탄약의 대다수는 잠재력만큼 강력하게 장전되지 않는다. 그러나 버팔로 보어(Buffalo Bore)의 하드 캐스트 납, 페더럴 "펀치", 혼어디 크리티컬 디펜스(Critical Defense)와 같은 제조업체의 최신 탄약은 탄약의 최대 잠재력에 가깝게 설계되었다. .25 ACP의 일부 더 강력한 장전은 심지어 .32 ACP 수준에 근접할 수도 있다.
일부 다른 사람들은 .25를 개인 방어에 부적합하다고 본다. 자기 방어 강사 그레그 엘리프리츠(Greg Ellifritz)는 약 1,800건의 실제 총격 사건 통계를 사용하여 연구를 수행했다. .25 ACP에 피격된 68명 중 35%는 무력화되지 않았다. 피격의 25%는 치명적이었고, 한 발로 제압된 비율은 30%, 한 발로 무력화된 비율은 49%였다. 반면에 .380 ACP는 피격된 사람 중 16%가 무력화되지 않았다. 이는 .25 ACP보다 30% 증가한 수치였다. 엘리프리츠는 "나는 ".22, .25, .32 마우스 건" 휴대를 건너뛸 것이다"라고 말했다. 그러나 그는 또한 총알의 구경보다 탄착점이 더 중요하며 (.25 사용자들의 일반적인 주장), "구경은 실제로 그렇게 중요하지 않다"고 결론지으며 자신의 검토를 마쳤다. .25 ACP의 다른 비평가들은 이 탄환이 뼈를 관통하기 어렵고 일반적으로 할로우 포인트 발사체의 신뢰할 수 있는 팽창을 보장할 만큼 충분한 에너지가 없으며, 발사체가 팽창하더라도 관통력이 감소한다고 지적했다.
그러나 .25 ACP의 부적합성에 대한 도시 전설(예: .25가 두개골에 튕기거나 두꺼운 옷에 막힌다는 주장)은 탄약의 역사적으로 입증된 실적과 일치하지 않는다. 이오시프 스탈린의 수석 처형인 바실리 블로힌은 카틴 학살에서 .25 ACP를 사용하는 발터 모델 2 포켓 피스톨만으로 7,000명을 죽였다. .25 ACP의 명성은 오랫동안 2인치 총열을 가진 저용량 포켓 피스톨에만 제공된다는 점 때문에 좋지 않았다. 이 짧은 총열 길이는 .25가 제공할 수 있는 속도와 에너지를 제한하며, .25 ACP가 .22 롱 라이플보다 덜 강력하다는 신화에 기여한다. .22 LR은 소총 탄약이며, 따라서 일반적으로 소총 길이의 총열에서 테스트되므로 .22 LR이 .25 ACP보다 강력해 보인다. 실제로는 .25 ACP가 포켓 피스톨에서 .22 LR보다 더 나은 성능을 보이는 경향이 있으며, .25의 최대 압력은 .22보다 높다. 18인치 총열에서 .25 ACP는 .22 LR과 유사한 성능을 보이며, 50그레인 발사체가 약 1000피트/초로 이동하고 100피트-파운드 이상의 에너지를 생성한다.

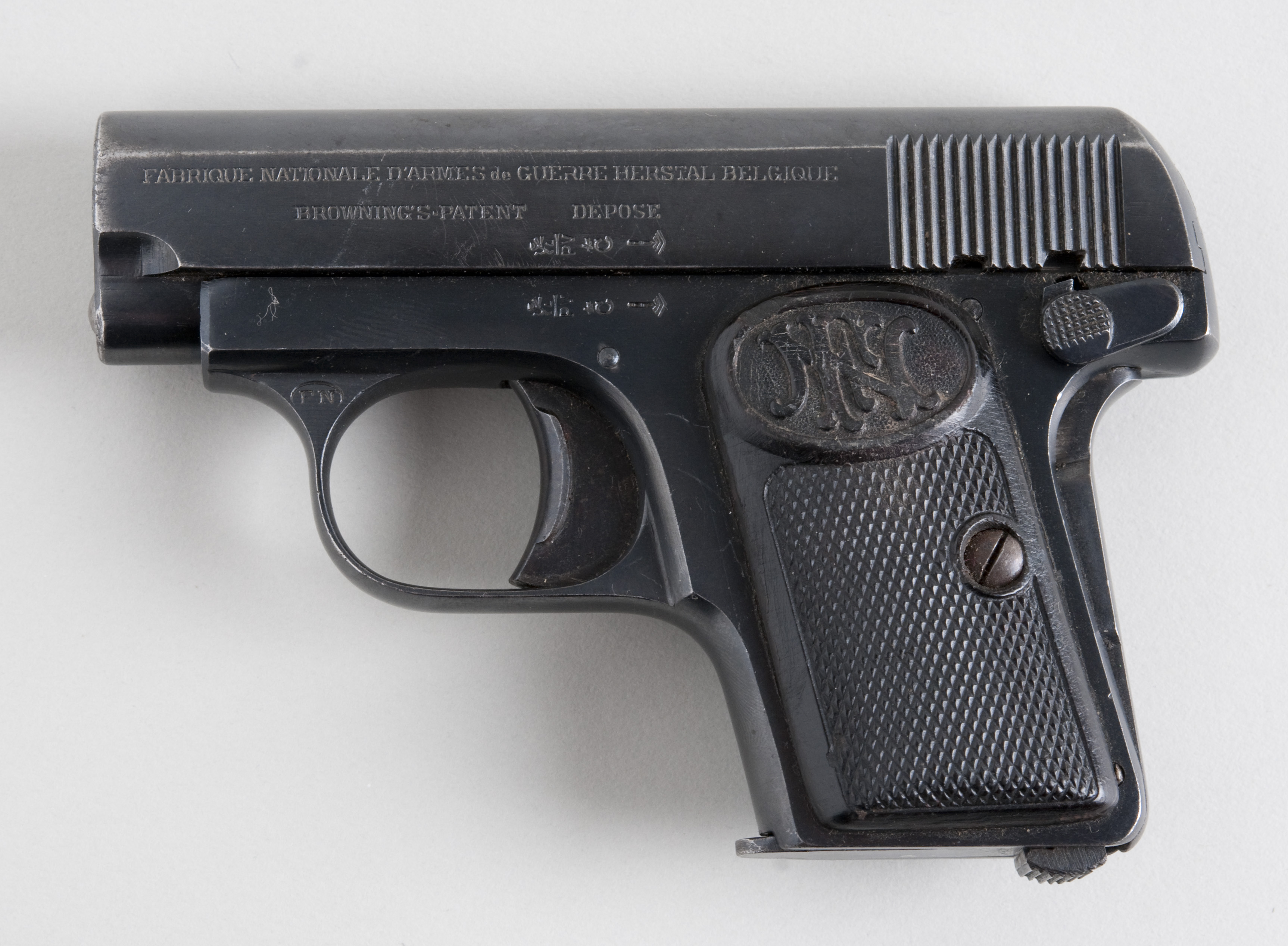
FN 1905/6
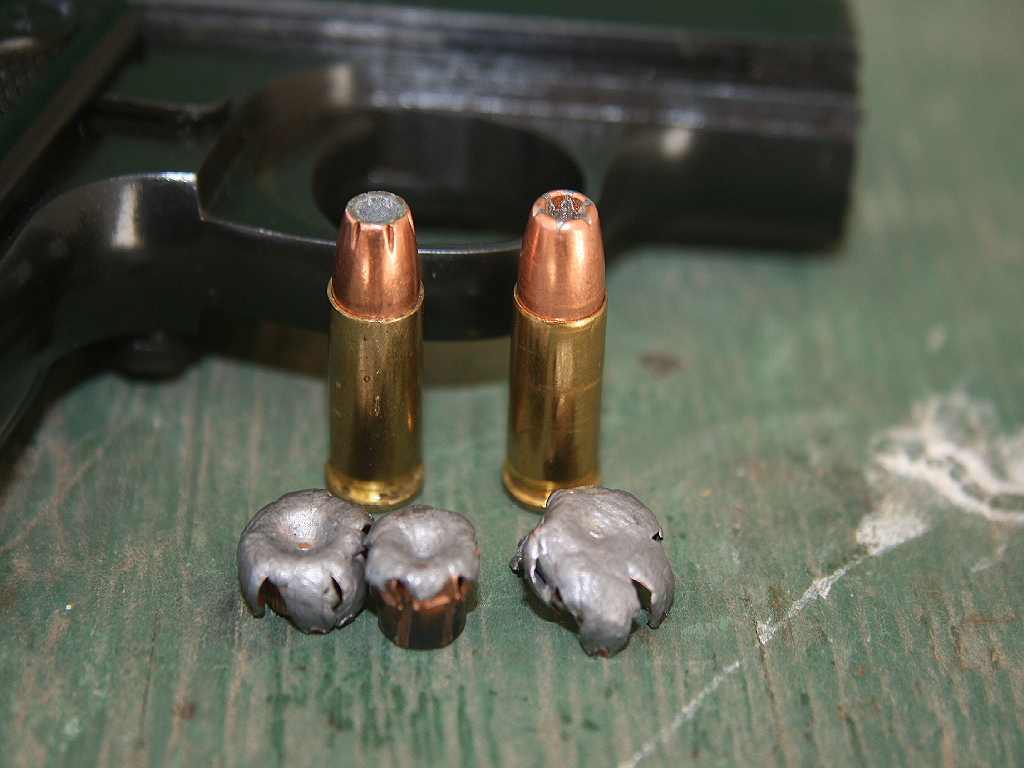
6.35mm/.25 구경용 현대 재킷 할로우 포인트 탄약
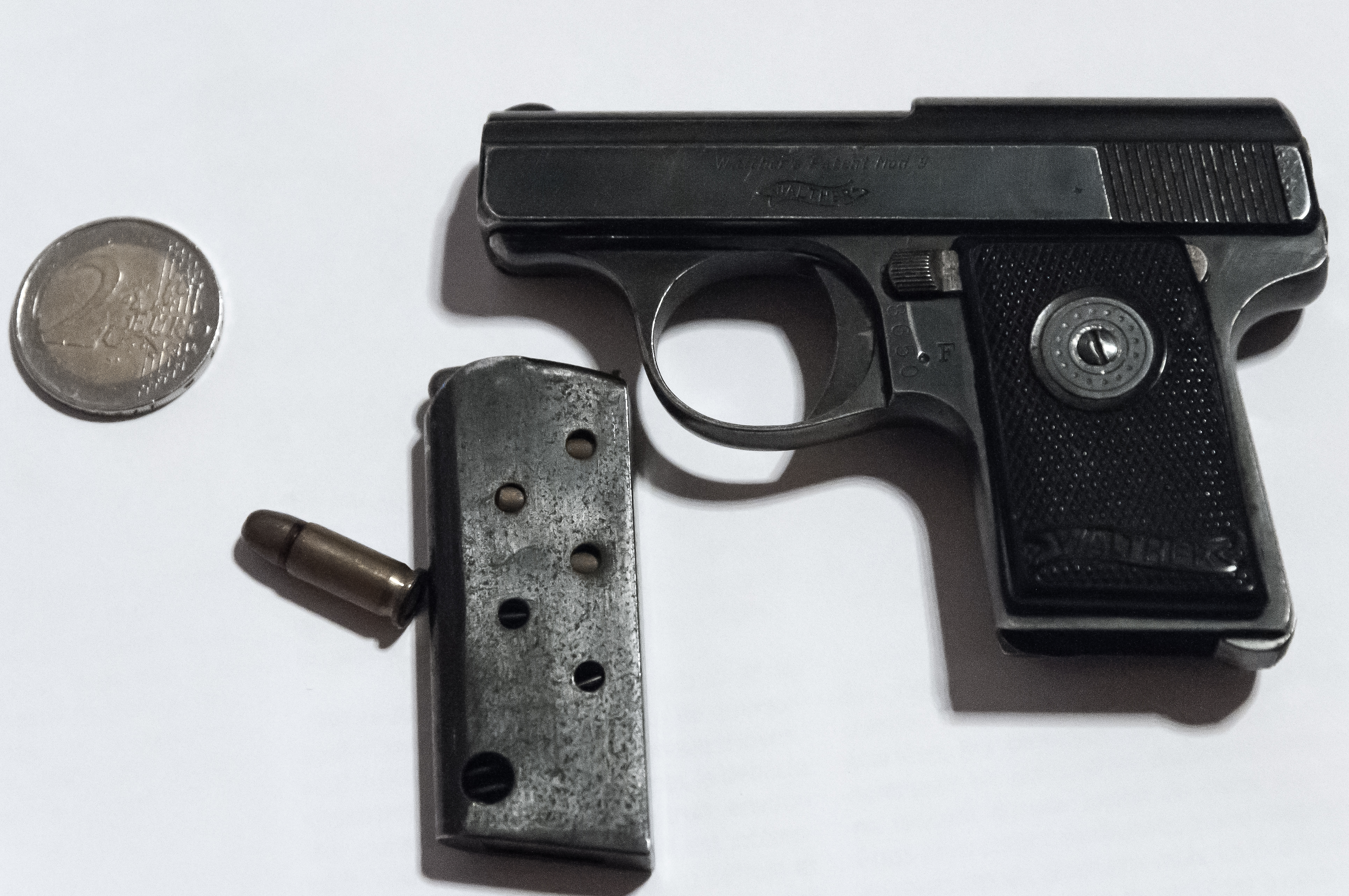
발터 모델 9 피스톨은 6.35mm를 사용한다.
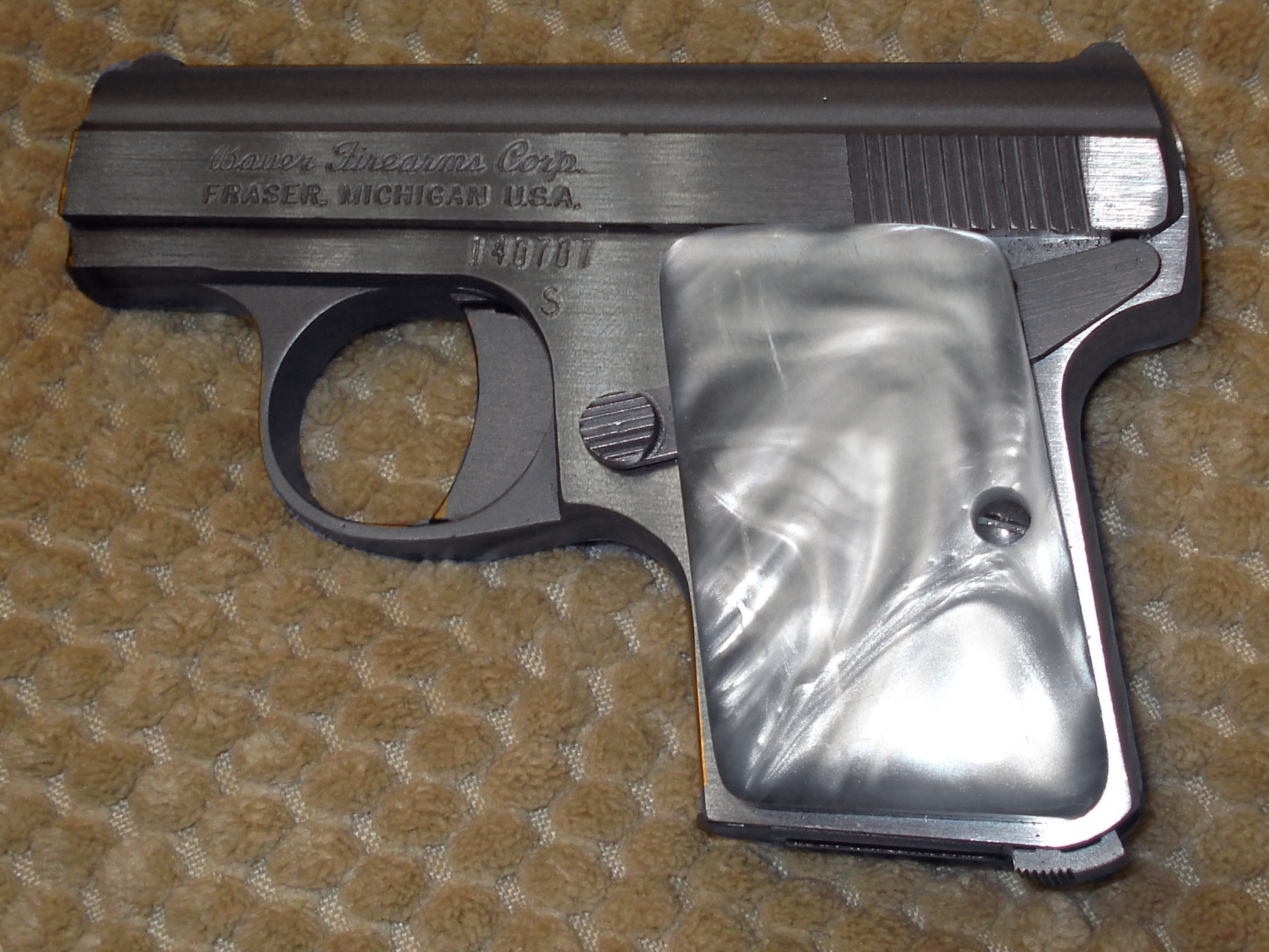
바우어 .25 오토 포켓 피스톨
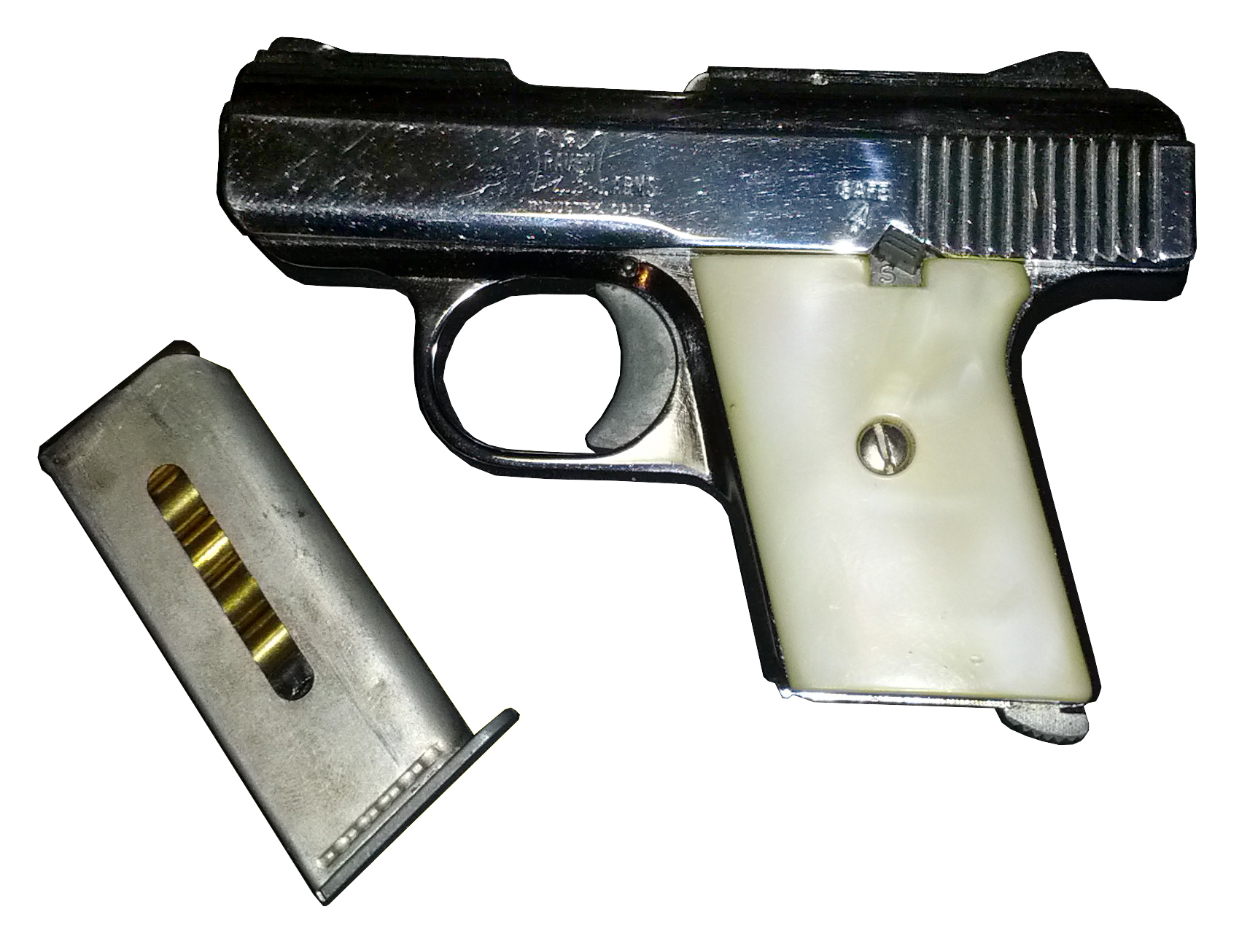
레이븐 MP-25 .25 ACP 크롬, 인조 자개 손잡이 및 푸시업 안전장치

## 같이 보기
- 6 mm 구경
- 권총 및 소총 탄약 목록